# Al Green Gets Next to You
Al Green Gets Next to You — третій студійний альбом американського соул виконавця Ел Грін, випущений в 14-го серпня 1971 року.

## Список композицій
1. «I Can't Get Next to You[en]» (Барретт Стронг[en], Норман Вітфілд[en]) – 3:52
2. «Are You Lonely for Me, Baby?» (Берт Бернс[en]) – 4:02
3. «God Is Standing By» (Джонні Тейлор[en]) – 3:14
4. «Tired of Being Alone[en]» (Ел Грін) – 2:43
5. «I'm a Ram» (Грін, Тіні Ходжес[en]) – 3:53
6. «Driving Wheel» (Рузвельт Сайкс) – 3:04
7. «Light My Fire» (Роббі Крігер, Джим Моррісон, Рей Манзарек, Джон Денсмор) – 3:59
8. «You Say It» (Ел Грін) – 2:57
9. «Right Now, Right Now» (Ел Грін) – 2:53
10. «All Because» (Грін, Ходжес) – 2:42
11. «Ride, Sally Ride» – (бонусний трек)
12. «True Love» – (бонусний трек)
13. «I'll Be Standing By» – (бонусний трек)